# Asplenia
Asplenia – brak śledziony. Można podzielić ją na:
- wrodzoną (wchodząca w skład heterotaksji i izolowanej asplenii wrodzonej[2])
- nabytą (np. po operacji lub urazie)
- czynnościową (w niedokrwistości sierpowatokrwinkowej).

Asplenia predysponuje do m.in. piorunującej sepsy (posocznica posplenektomijna), ciężkiego przebiegu babeszjozy i inwazyjnej choroby meningokokowej.